# 苅田 (大阪市)
苅田（かりた）は、大阪府大阪市住吉区にある町名。現行行政地名は苅田一丁目から苅田十丁目。

## 地理
住吉区の東部に位置し、南に庭井、北に長居東、西に我孫子東、東に東住吉区公園南矢田と接している。

### 河川
- 大和川
  - 吾彦大橋

## 歴史

### 沿革
- 江戸期 - 明治22年（1889年）：摂津国住吉郡に苅田村が所在。
- 1889年（明治22年）、大阪府住吉郡苅田村が町村制の施行により、依羅村の大字となる。
- 1896年（明治29年）、郡の統廃合により、依羅村が東成郡の所属となる。
- 1925年（大正14年）、大阪市に編入され、住吉区苅田町となる。
- 1943年（昭和13年）、住吉区苅田町・我孫子町の各一部より苅田町1 - 11丁目が成立。
- 1981年（昭和56年）、大阪市住吉区苅田町・苅田町1 - 11丁目・我孫子東1 - 5丁目・庭井町・杉本町・杉本町1 - 4丁目・我孫子町の各一部より成立[5]。

## 世帯数と人口
2024年（令和6年）9月30日現在の世帯数と人口は以下の通りである。
| 丁目       | 世帯数     | 人口     |
| ---------- | ---------- | -------- |
| 苅田一丁目 | 945世帯    | 1,935人  |
| 苅田二丁目 | 1,556世帯  | 3,049人  |
| 苅田三丁目 | 1,494世帯  | 2,551人  |
| 苅田四丁目 | 963世帯    | 1,620人  |
| 苅田五丁目 | 1,555世帯  | 2,709人  |
| 苅田六丁目 | 933世帯    | 1,798人  |
| 苅田七丁目 | 1,225世帯  | 1,933人  |
| 苅田八丁目 | 822世帯    | 1,319人  |
| 苅田九丁目 | 2,223世帯  | 3,997人  |
| 苅田十丁目 | 752世帯    | 1,256人  |
| 計         | 12,468世帯 | 22,167人 |

### 人口の変遷
国勢調査による人口の推移。
| 1995年（平成7年）  | 23,626人 | [ 6 ]  |  |
| 2000年（平成12年） | 22,928人 | [ 7 ]  |  |
| 2005年（平成17年） | 23,035人 | [ 8 ]  |  |
| 2010年（平成22年） | 22,136人 | [ 9 ]  |  |
| 2015年（平成27年） | 22,483人 | [ 10 ] |  |
| 2020年（令和2年）  | 22,718人 | [ 11 ] |  |

### 世帯数の変遷
国勢調査による世帯数の推移。
| 1995年（平成7年）  | 10,223世帯 | [ 6 ]  |  |
| 2000年（平成12年） | 10,355世帯 | [ 7 ]  |  |
| 2005年（平成17年） | 10,688世帯 | [ 8 ]  |  |
| 2010年（平成22年） | 10,849世帯 | [ 9 ]  |  |
| 2015年（平成27年） | 10,653世帯 | [ 10 ] |  |
| 2020年（令和2年）  | 11,769世帯 | [ 11 ] |  |

## 学区
市立小・中学校に通う場合、学区は以下の通りとなる。なお、小学校・中学校入学時に学校選択制度を導入しており、通学区域以外に住吉区の小学校・中学校から選択することも可能。
| 丁目       | 番                                   | 小学校               | 中学校                 |
| ---------- | ------------------------------------ | -------------------- | ---------------------- |
| 苅田一丁目 | 全域                                 | 大阪市立苅田北小学校 | 大阪市立東我孫子中学校 |
| 苅田二丁目 | 全域                                 | 大阪市立苅田北小学校 | 大阪市立東我孫子中学校 |
| 苅田三丁目 | 全域                                 | 大阪市立苅田小学校   | 大阪市立東我孫子中学校 |
| 苅田四丁目 | 9番14～21号                          | 大阪市立苅田小学校   | 大阪市立東我孫子中学校 |
| 苅田四丁目 | 1～8番 9番1-101号～1-1311号 10～13番 | 大阪市立苅田北小学校 | 大阪市立東我孫子中学校 |
| 苅田五丁目 | 全域                                 | 大阪市立苅田小学校   | 大阪市立東我孫子中学校 |
| 苅田六丁目 | 全域                                 | 大阪市立苅田小学校   | 大阪市立東我孫子中学校 |
| 苅田七丁目 | 全域                                 | 大阪市立苅田小学校   | 大阪市立東我孫子中学校 |
| 苅田八丁目 | 全域                                 | 大阪市立苅田南小学校 | 大阪市立我孫子南中学校 |
| 苅田九丁目 | 全域                                 | 大阪市立苅田南小学校 | 大阪市立我孫子南中学校 |
| 苅田十丁目 | 全域                                 | 大阪市立苅田南小学校 | 大阪市立我孫子南中学校 |

## 事業所
2021年（令和3年）現在の経済センサス調査による事業所数と従業員数は以下の通りである。
| 丁目       | 事業所数  | 従業員数 |
| ---------- | --------- | -------- |
| 苅田一丁目 | 24事業所  | 309人    |
| 苅田二丁目 | 61事業所  | 321人    |
| 苅田三丁目 | 119事業所 | 772人    |
| 苅田四丁目 | 31事業所  | 842人    |
| 苅田五丁目 | 127事業所 | 1,309人  |
| 苅田六丁目 | 40事業所  | 235人    |
| 苅田七丁目 | 141事業所 | 1,290人  |
| 苅田八丁目 | 40事業所  | 282人    |
| 苅田九丁目 | 77事業所  | 526人    |
| 苅田十丁目 | 12事業所  | 162人    |
| 計         | 672事業所 | 6,048人  |

## 交通

### 鉄道
- 大阪市高速電気軌道
  - 御堂筋線 あびこ駅

### バス
2020年現在
- 大阪シティバス[15]
  - 24号系統：南長居
  - 54A・54B・54D号：地下鉄あびこ - よさみ神社前 - 苅田
  - 63号：地下鉄あびこ - あびこ大橋北詰
  - 65号：あびこ大橋北詰 - 地下鉄あびこ → よさみ神社前 → 苅田 …→… 教育センター付属高校 → 苅田小学校前 → 苅田三丁目 → 地下鉄あびこ → あびこ大橋北詰
- 北港観光バス[16]
  - あびこ天美北線：教育センター高校前 - 大阪府教育センター前 - 地下鉄あびこ駅前

### 道路
- 大阪府道28号大阪高石線（あびこ筋）
- 大阪府道42号住吉八尾線

## 施設
一丁目
- 大阪市立東我孫子中学校
- 大阪市立苅田北小学校
- ウエルシア 住吉苅田店

二丁目
- ツルハドラッグ 住吉苅田店
- 苅田北公園

三丁目
- 大阪市立苅田小学校
- 万代 苅田店
- ココカラファイン 住吉苅田店
- 苅田どんぐり公園

四丁目
- 大阪府教育センター
- 大阪府教育センター附属高等学校

五丁目
- 住吉苅田郵便局
- ひまわり幼稚園
- ダイエー 我孫子店・イオンフードスタイル
- スギ薬局 住吉苅田店

六丁目
- 関西医療学園専門学校
- 西光寺
- 薬師寺
- 仏光寺大阪別院
- 苅田中公園

九丁目
- 住吉消防署苅田出張所
- 苅田南公園

十丁目
- 大阪市立苅田南小学校

## その他

### 日本郵便
- 〒558-0011[3]（集配局：住吉郵便局[17]）

### 過去に存在した施設
- 毎日放送苅田ラジオ送信所 - MBSラジオ（毎日放送）の前身・新日本放送（NJB）が1951年9月1日の本放送開始から1960年5月31日まで電波を発信していた。送信所は1960年6月1日から大阪府高石市の高石ラジオ送信所に移転し、現在に至る。送信所跡地には大阪府立大和川高等学校（現・大阪府教育センター附属高等学校）が建てられた。